# Selección de fútbol de Délvidék
La selección de fútbol de Délvidék es el equipo representativo de la minoría húngara en Voivodina en competiciones de fútbol. No están afiliados a la FIFA o la UEFA, y por lo tanto no pueden competir en la Copa Mundial de fútbol o la Eurocopa. Sin embargo el equipo es miembro de la conIFA.

## Desempeño en competiciones

### Copa Mundial de ConIFA
| Año   | Posición         | PJ               | PG               | PE               | PP               | GF               | GC               |
| ----- | ---------------- | ---------------- | ---------------- | ---------------- | ---------------- | ---------------- | ---------------- |
| 2014  | No participó     | No participó     | No participó     | No participó     | No participó     | No participó     | No participó     |
| 2016  | No participó     | No participó     | No participó     | No participó     | No participó     | No participó     | No participó     |
| 2018  | No participó     | No participó     | No participó     | No participó     | No participó     | No participó     | No participó     |
| 2020  | Evento cancelado | Evento cancelado | Evento cancelado | Evento cancelado | Evento cancelado | Evento cancelado | Evento cancelado |
| Total | 0/4              |                  |                  |                  |                  |                  |                  |

### Copa Europa de ConIFA
| Año   | Posición     | PJ           | PG           | PE           | PP           | GF           | GC           |
| ----- | ------------ | ------------ | ------------ | ------------ | ------------ | ------------ | ------------ |
| 2015  | No participó | No participó | No participó | No participó | No participó | No participó | No participó |
| 2017  | No participó | No participó | No participó | No participó | No participó | No participó | No participó |
| 2019  | No participó | No participó | No participó | No participó | No participó | No participó | No participó |
| Total | 0/3          |              |              |              |              |              |              |

### Hungary Heritage Cup
| Año   | Posición | PJ | PG | PE | PP | GF | GC |
| ----- | -------- | -- | -- | -- | -- | -- | -- |
| 2016  | 2.º      | 2  | 1  | 0  | 1  | 4  | 3  |
| Total | 1/1      | 2  | 1  | 0  | 1  | 4  | 3  |

## Partidos
| Fecha               | Estadio                    | Lugar            | Competición               |          | Rival        | Resultado |
| ------------------- | -------------------------- | ---------------- | ------------------------- | -------- | ------------ | --------- |
| 1 de agosto de 2016 | Erzsébet-ligeti Sporttelep | Szarvas, Hungría | Hungary Heritage Cup 2016 | Délvidék | País Sículo  | 3-1       |
| 3 de agosto de 2016 | Erzsébet-ligeti Sporttelep | Szarvas, Hungría | Hungary Heritage Cup 2016 | Délvidék | Alta Hungría | 1-2       |